# Orlen Arena
El Orlen Arena es un recinto deportivo situado en Plock en Polonia. Fue inaugurado en 2010 y dispone de una capacidad total de 5492 espectadores para partidos de balonmano ampliables a 8000 en conciertos y eventos. En él juega sus partidos como local el club de balonmano Orlen Wisła Płock.
Está situado en la plaza Celebry Papieskiej, junto Estadio Kazimierz Górski, hogar del Wisła Płock de fútbol.

## Historia
Su construcción comenzó el 8 de abril de 2009, siendo inaugurado el 13 de noviembre de 2010. 

## Galería

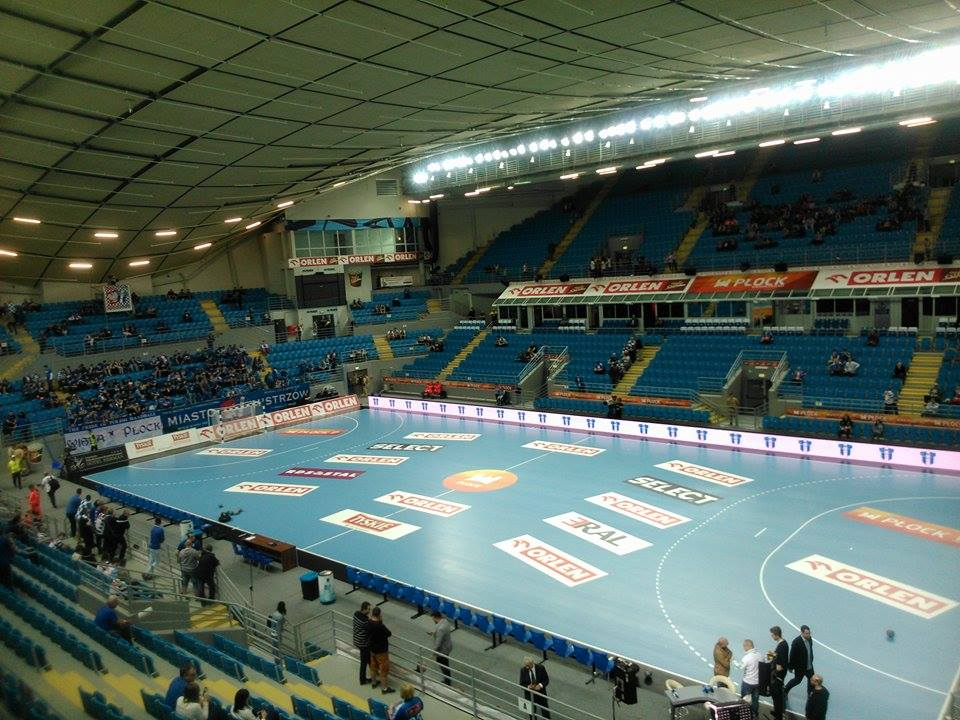
Vista del interior del Orlen Arena